# 咸宁县 (宋朝)
咸宁县，中国古旧县名。在今湖北省咸宁市。

## 历史沿革
- 北宋真宗景德四年（1007年），避宋太祖、宋太宗父亲趙弘殷永安陵讳，改永安县为咸宁县。
- 1958年10月，蒲圻县、咸宁县第一次合县为蒲圻县，属湖北省孝感专区。1959年3月分开。
- 1960年5月，蒲圻、咸宁第二次合县为咸宁县，属湖北省武汉市。1961年12月分开。1962-1965年属湖北省孝感专区。
- 1983年撤销，置县级咸宁市。